# Lonate Pozzolo
Lonate Pozzolo (lombardul: Lonaa Pozzoeu) település Olaszországban, Varese megyében. Lakosainak száma 11 364 fő (2023. január 1.). Lonate Pozzolo Ferno, Nosate, Oleggio, Samarate, Vanzaghello, Vizzola Ticino, Bellinzago Novarese és Castano Primo községekkel határos.

## Népesség
A település népességének változása:
| Lakosok száma | 11 839 | 11 786 | 11 364 |
|               | 2017   | 2018   | 2023   |